# Dired
Dired（ディレクトリエディタの意）は、ファイルシステムのディレクトリを編集するコンピュータ・プログラム。典型的には、Emacsテキストエディタで特別なモードとして実行されるが、単独版も書かれている。最初のバージョンのDiredは、単独のプログラムとして1974年に、SAILのStan Kugellによって書かれた。これはGNU Emacsの最も初期のバージョンに組み込まれ、CやC++で他のOSに再実装された。
Emacsの中で動作するとき、Diredは、lsのようなファイルのリストをEmacsのバッファに表示する。リストは標準的なナビゲーションコマンドを使って操作することができる。また、いくつかのEmacs LispスクリプトがEmacsにおけるDiredを拡張するために書かれた。Trampと組み合わせると、SSH、FTP、telnetや多くの他のプロトコルを用いてリモートのファイルシステムにアクセスし、ファイルを編集できるとともに、同じセッションにおいて、他のユーザーとしてローカルファイルにアクセスすることもできる。また、複数のファイルをEmacsの検索と置換の機能経由でリネームできるようにする機能があるほか、複数のファイルを正規表現を用いてマークすることができる。一度マークされると、ファイルは削除、リネーム、外部のシェルコマンドやelispの機能を実行するなど、多くの操作を行うことができる。Lispパッケージのdired-xを用いると、既存のlsに似た、ディレクトリのリスト表示を仮想的なDiredモードで行うこともできる。